# NN-295
La carretera NN‑295 es una vía departamental secundaria ubicada en el municipio de Río Blanco, en el departamento de Matagalpa. Conecta la comunidad La Sandino con San Andrés de Boboquí, facilitando el acceso a zonas productivas del norte del municipio. Esta vía tiene una longitud total de 2.99 kilómetros y fue inaugurada en 2024 como parte de los esfuerzos de ampliación de la red vial rural.

## Trazado y cruces
La siguiente tabla muestra su recorrido, localidades y principales conexiones:
| km   | Localidad             | Departamento | Conexión / Ruta |
| ---- | --------------------- | ------------ | --------------- |
| 0.0  | Empalme a La Sandino  | Matagalpa    |                 |
| 2.99 | San Andrés de Boboquí | Matagalpa    |                 |

## Coordenadas
Uno de los tramos puede ubicarse en: 13°02′29″N 85°13′12″O / 13.0415, -85.2201